# Улица Юннатов (Санкт-Петербург)
Улица Юнна́тов — улица в историческом районе Рыбацкое Невского административного района Санкт-Петербурга. Проходит от Караваевской улицы до 2-го Рыбацкого проезда, в который переходит через железнодорожный переезд. Участок между Караваевской и Тепловозной улицами как сквозной проезд не существует.

## История
Первоначальное её название Школьная улица возникло в 1910-е годы по выходившему в проезд Рыбацкому городскому училищу, располагавшемуся в доме 18 по Рыбацкому проспекту. Позже, вплоть до конца 1980-х годов здесь находилась школа. Улица тогда была намного длинней — она начиналась у Невы. 12 ноября 1962 года в целях устранения одинаковых названий её переименовали в улицу Юннатов в честь юных натуралистов — учеников школы. В 1987 году при реконструкции Рыбацкого большая часть улицы исчезла, остался лишь небольшой участок южнее улицы Третьей Пятилетки (ныне Караваевской).
Дата восстановления[уточнить] названия — 7 июля 1999 года.

## Пересечения
С севера на юг к улице Юннатов примыкают следующие магистрали:
- Тепловозная улица — примыкание;
- 2-й Рыбацкий проезд — улица Юннатов переходит в него через железнодорожный переезд.

## Транспорт
Ближайшая к улице Юннатов станция метро — «Рыбацкое» 3-й (Невско-Василеостровской) линии.

## Общественно значимые объекты
- Регулируемый железнодорожный переезд;
- Миграционный центр Ленинградской области — дом 3